# 1328 Devota
1328 Devota este o planetă minoră (asteroid), cu un diametru de 53,697 km, din centura de asteroizi. A fost descoperită pe 21 octombrie 1925 la Centrul de Cercetări în Astronomie de Veniamin Jehovski. 
Obiectul prezintă o orbită caracterizată de o semiaxă mare de 3,5031748 UAi, o excentricitate de 0,13509381896631, o înclinație de 5,76606 ° în raport cu ecliptica.